# Jean-Jacques Ferran
Pour les articles homonymes, voir Ferran (homonymie).
Jean-Jacques Ferran est un ingénieur du son français.

## Biographie
C'est le fils du journaliste sportif Jacques Ferran, et le frère de la réalisatrice Pascale Ferran, de la comédienne Catherine Ferran et du metteur en scène Philippe Ferran.

## Filmographie partielle
- 1988 : Une femme pour l'hiver de Manuel Flèche (court métrage)
- 1989 : Un monde sans pitié d'Éric Rochant
- 1990 : La Discrète de Christian Vincent
- 1991 : Aux yeux du monde d'Éric Rochant
- 1992 : Mensonge de François Margolin
- 1994 : Petits arrangements avec les morts de Pascale Ferran
- 1994 : Les Patriotes d'Éric Rochant
- 1995 : Adultère (mode d'emploi) de Christine Pascal
- 1995 : L'Âge des possibles de Pascale Ferran
- 1996 : Enfants de salaud de Tonie Marshall
- 1998 : Jeanne et le Garçon formidable d'Olivier Ducastel et Jacques Martineau
- 1999 : Vénus Beauté (Institut) de Tonie Marshall
- 2000 : Selon Matthieu de Xavier Beauvois
- 2000 : Drôle de Félix d'Olivier Ducastel et Jacques Martineau
- 2001 : Barnie et ses petites contrariétés de Bruno Chiche
- 2002 : Au plus près du paradis de Tonie Marshall
- 2002 : Une part du ciel de Bénédicte Liénard
- 2003 : Rencontre avec le dragon d'Hélène Angel
- 2004 : Vipère au poing de Philippe de Broca
- 2005 : Le Petit Lieutenant de Xavier Beauvois
- 2005 : Les Invisibles de Thierry Jousse
- 2006 : Lady Chatterley de Pascale Ferran
- 2008 : Passe-passe de Tonie Marshall
- 2009 : Je suis heureux que ma mère soit vivante de Claude Miller et Nathan Miller
- 2011 : Sport de filles de Patricia Mazuy
- 2011 : Je n'ai rien oublié de Bruno Chiche
- 2011 : Des hommes et des dieux de Xavier Beauvois
- 2011 : Rendez-vous avec un ange d'Yves Thomas et Sophie de Daruvar
- 2014 : Tu veux ou tu veux pas de Tonie Marshall
- 2014 : Bird People de Pascale Ferran
- 2014 : La Rançon de la gloire de Xavier Beauvois
- 2017 : Numéro une de Tonie Marshall

## Distinctions

### Nominations
- César du meilleur son
  - en 2007 pour Lady Chatterley
  - en 2011 pour Des hommes et des dieux
  - en 2015 pour Bird People